# 西多尔·科夫帕克
西多尔·阿尔捷米耶维奇·科夫帕克（1887年5月13日（25日）—1967年12月11日），乌克兰社会活动家，苏德战争时期乌克兰游击战的组织领导者。

## 生平
1887年，出生于科泰利瓦鎮的农民家庭。1919年加入共產党。1921年，任叶卡捷琳诺斯拉夫省军事委员。1937年，任普季夫利市执行委员会主席。
1941年，任普季夫利游击队队长。1942年，领导第聂伯河右岸乌克兰地区奔袭。1943年，领导喀尔巴阡奔袭。1944年，任乌克兰苏维埃社会主义共和国最高法院审判员。1947年，任乌克兰苏维埃社会主义共和国最高苏维埃主席团副主席。1967年，去世。

## 備註
1. ↑  烏克蘭語羅馬化：Sydir Artemovych Kovpak
2. ↑  俄語羅馬化：Sidor Artemyevich Kovpak